# ذا سيمز 2: سيسنز
ذا سيمز 2: سيسنز (بالإنجليزية: The Sims 2: Seasons)‏ هي لُعْبَة فيديو توسعة خامسة للعبة ذا سيمز 2 تم إنتاجها في سنة 2007، تتميز هذه اللعبة بتغير فصول الطقس فيها كل 5 أيام في اللعبة وعلى اللاعب التكيف بذلك.